# GOS
gOS är en linuxdistribution baserad på Ubuntu Linux. Operativsystemet utvecklas av gOS LLC och introducerades med version 1.0 den 1 november 2007. Operativsystemet levereras förinstallerat på en lågprisdator som säljs av Wal-Mart under namnet Everex Green gPC TC2502.
Den första versionen av gOS använde sig av Enlightenment (development release 17) för fönsterhantering som har lägre krav på minnesmängd och processorhastighet jämfört med skrivbordsmiljöerna KDE eller GNOME som annars är populära.
U
Utseendemässigt påminner gOS med Enlightenment om Mac OS. Operativsystemet levereras tillsammans med applikationer som GIMP, Firefox, Skype och länkar till webbtjänster som Wikipedia och Gmail.
Den senaste versionen av gOS är gOS 3.1 som bygger på Ubuntu 8.04.